# مو مار
مو مار یک ستاره است که در صورت فلکی مار قرار دارد.